# سیمان استخوانی
سیمان استخوانی (bone cement) ترکیبی شیمیایی است که در بدن انسان به منظور اتصال استخوان ها یا مفصل های مصنوعی به یک دیگر استفاده می شود. این ترکیبات که عموما از جنس سرامیک ها و پلیمر ها می باشند به صورت فراوان در عمل های ارتوپدی و استئوتومی(Osteotomy) کاربرد دارند.
در این گونه عمل ها مفصل یا استخوان معیوب را برداشته و با اندام جدید جایگزین می کنند، حین جایگزین کردن استخوان یا مفصل در آن حفره هایی ایجاد می کنند که سیمان را درون آن می ریزند و این سیمان بعد از مدتی به مانند چسب سفت شده و باعث جوش خوردن کامل استخوان ها به هم می شود.

## انواع سیمان استخوانی[۳][۴][۵]
به طور کلي چهار نوع سيمان استخوان براي كاربرد هاي ارتوپدي و دندان پزشکی موجود است كه دوتاي اولي پايه پليمري و دو تاي بعدي پايه سراميکي دارند.

### سيمان‌هاي اكريليكي يا سيمان‌هاي با پايهپلي متيل متاكريلات(PMMA)
معروف ترين گروه سيمان استخوان و البته قديمي ترين نوع آن‌ها سيمان استخوان بر پايه پليمر PMMA است. اين سيمان‌ها اساسا از پودر جامد پليمر   PMMA (پلي متيل متاكريلات) و مونومر مايع  MMA (متيل متاكريلات) به همراه چند افزودني ديگر تشكيل مي‌ شود. اين نوع سيمان استخوان تجاري داراي دو جزء پودر و مايع است كه همزمان استفاده مي‌شوند. به اين صورت كه مونومر MMA به صورت مايع و پليمر PMMA به صورت پودر جامد بوده و هنگام استفاده مونومر روي پليمر ريخته مي‌شود و درمدت كوتاهي واكنش پليمريزاسيون انجام مي‌شود و باعث سفت شدن سيمان مي‌شود.

### سیمان های با پایه پلی پروپیلفومریت (PPF)
پلی پروپیلن فمورات، یک پلی استر غیر خطی و اشباع است که برای انواع کاربردهای ارتوپدی تولید شده است. مطالعات نشان داده است که با کراس لینک کردن PPF، سیمانی تولید می‌شود که قابلیت استخوان سازی داشته و تجزیه پذیر، زیست سازگار و دارای مقاومت فشاری کافی برای کاربردهای ارتوپدی است. امروزه، این سیمان‌ها بیشتر برای درمان عیوب اسکلتی بدن انتخاب می‌شوند.

### سیمان های فسفات کلسیم  (CPBCS)
كلسيم فسفاتها تركيباتي هستند كه توسط بدن در فرآيند استخوان سازي مورد استفاده قرار مي گيرند. اين مواد در شكلهاي مختلفي نظير بلوكهاي متخلخل يا متراكم، ذرات يا گرانول و سيمان به عنوان جايگزين بافت استخواني مورد استفاده قرار مي گيرند. سيمان هاي كلسيم فسفاتي از دو قسمت پودري و مايع تشكيل شده اند و پس از اختلاط با يكديگر به صورت خمير هموژني در مي آيند كه در دماي اتاق و بدن سفت مي شوند.

### سیمان های گلاس ینومر  (Glass ionomer)
سیمان‌های گلاس آینومر پایه سرامیکی هستند که اغلب در دندانپزشکی استفاده می‌شوند ولی در ارتوپدی هم کاربردهایی دارند. این سیمان‌ها از ترکیب یک اسید پلیمری غلیظ (پلی اکریلیک اسید) به همراه فلوئور آلومینوسیلیکات تخریب پذیر به دست می‌آیند. این سیمان‌ها چسبندگی خیلی خوبی بین فلز و استخوان ایجاد می‌کنند.

## مراحل آماده سازی[۶][۷]

### فاز اختلاط
این مرحله از زمان ریختن پلیمر در حلال آن اغاز می شود و در نهایت با هم زدن و ترکیب آن ها به پایان می رسد. در این مرحله ویسکوزیته سیمان در حال افزایش است و دانه های پلیمر در حلال شروع به حل شدن می کنند و توده های آن متورم می شوند.

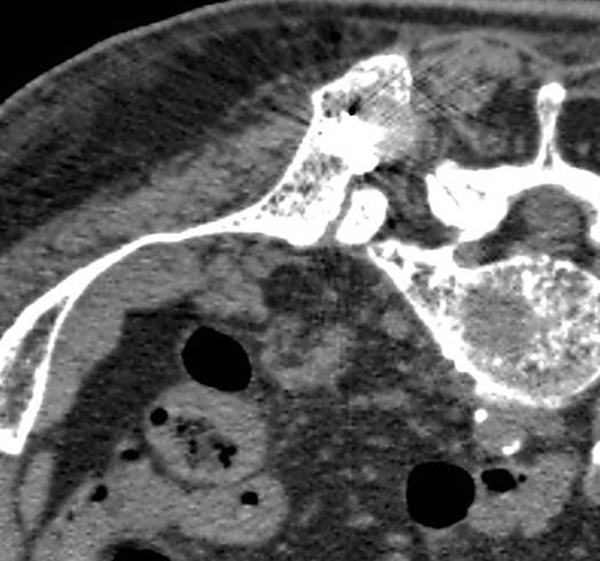

### فاز انتظار
در این مرحله باید منتظر ماند که سیمان از حالت چسبندگی خارج شود، باید به سیمان زمان داد تا توده های آن کاملا متورم شود. تست چسبندگی آن نیز با دستکش صورت میگیرد. خروج از حالت چسبندگی نشانه اتمام این مرحله است.

### فاز کاری
در این مرحله سیمان شروع به سفت شدن می کند و ویسکوزیته آن به سرعت افزایش می یابد. طی این مرحله که به پلیمریزاسیون شدن معروف است دمای مجموعه به شدت زیاد می شود. باید دقت کرد که سیمان را در موقع مناسب در بدن کار گذاشت. اگر سیمان هنوز ویسکوزیته کمی داشته باشد و رقیق باشد و در بدن قرار گیرد خون در آن نفوذ کرده و بافت آن را از نابود می کند. لذا سیمان باید قبل از سفت شدن کامل و درست موقعی که به یک حد مطلوبی از ویسکوزیته رسید در بدن کار گذاشته شود.

### فاز سخت شدن
در این مرحله پروتز قرار داده شده است و سیمان هم به آن اضافه شده است. در طی این مرحله سیمان به آرامی شروع به سرد شدن تا دمای بدن می کند و سفت تر می شود تا کاملا به استحکام لازم برسد. لازم به ذکر است که به علت طولانی بودن زمان سرد شدن احتمال آسیب دیدگی بافت های زنده اطراف سیمان وجود دارد.

## خواص مکانیکی[۸]
در مورد سيمان استخوان استحكام خمشي، برشي، كششي و خستگي و تست‌هاي فشاري محاسبه می شود. فاكتورهاي زیادي در خواص مكانيكي استخوان اثر مي‌گذارند. ساختار شيميايي متفاوت، وجود افزودني‌هاي مختلف، مواد راديوگرافي ، شروع كننده‌ها و متوقف كننده‌هاي مختلف ،ميزان تخلخل، روش استريليزاسيون و روش‌هاي مخلوط كردن مونومر و پليمر در خواص مكانيكي تاثير فراوان دارند.
مهم‌ترين مواردي كه باعث تغييرات عمده در خواص سيمان و كاربرد آن‌ها مي شود:

### ويسكوزيته
سیمان استخوان خواص ويسكوالاستيك پيچيده‌اي دارد. سيمان‌هاي استخوان تجاري در سه نوع ويسكوزيته بالا، متوسط و پايين عرضه مي‌شوند. استفاده از هر كدام از اين‌ها بستگي به انتخاب و تجربه جراح دارد. سيمان ويسكوزيته بالا وقت جراح را در عمل جراحي محدود مي‌كند و جراح بايد با دقت و سرعت بهترين مكان را براي ايمپلنت تعيين كند قبل از اينكه خيلي دير شود.

### تخلخل
تخلخل در سيمان استخوان اجتناب ناپذير است. معمولا دو نوع تخلخل در بالك سيمان استخوان تشكيل مي‌شود، حفره های بزرگ (macropore) با قطر بيشتر از 1 ميلي متر و حفره های کوچک (micropore) با قطر بين 0.1 تا 1 ميلي متر.
تشكيل شدن اين تخلخل‌ها توسط منابع مختلفي صورت مي‌گيرد. مهم‌ترين اين منابع از اين قرار  است:
گير افتادن هوا در طول اختلاط مونومر و پليمر
گير افتادن هوا در طول انتقال دوغاب به سرنگ 

### مكانيزم محكم كردن ايمپلنت
سيمان استخوان باندهاي شيميايي بين ايمپلنت فلزي و استخوان طبيعي ايجاد نمي‌كند. سيمان استخوان پروتزها را صرفا با تشكيل يك سيستم قفل مكانيكي بين ايمپلنت فلزي و استخوان طبيعي، در جاي مطلوب خود فيكس مي‌كند و بار مكانيكي را از ايمپلنت به استخوان و برعكس انتقال مي‌دهد.

## مزایا و معایب[۹]
مزایا: 
ایمپلنت های سیمانی، فضاهای خالی را پر می کنند و بنابراین با استفاده از آن ها، انحراف اندکی که ممکن است در هنگام عمل ایجاد شود قابل اغماض هستند.
مفصل سیمانی استحکام بیشتری دارد و بیمار زودتر می تواند وزن خود را روی مفصل تازه جراحی شده بیندازد و راه برود.
سیمان استخوانی مانند لایه ای محافظ و ضربه گیر بین بخش محکم فلزی ایمنپلنت و استخوان سست بیمار قرار می گیرد.
معایب:
واکنش پیلمریزاسیون در فصل مشترک استخوان های بدن انجام می شود و حرارت زیادی تولید می کند که دمای آن ناحیه را تقریبا به 80 الی120 درجه سلسیوس می رساند. این دما موجب تخریب بافت نرم اطراف استخوان ها و همچنین نابودی قسمتی از مغز استخوان می شود. این تخریب بافت ها به مرور زمان در عملکرد مکانیک بدن تاثیر گذاشته و باعث می شود فرد حین حرکت اندام های خود احساس درد کند.
قرار دادن سیمان استخوانی خمیری داخل حفره مغز استخوان در هنگام جراحی ممکن است باعث اختلال در گردش خون شود.
سیمان استخوانی به مرور فرسوده می شود، ترک می خورد و بعد از مدتی ممکن است لایه موجود بین ایمپلنت و استخوان به کلی از بین برود.تركيب مونومر MMA سمي است و متاسفانه درجه سميت بالايي نيز دارد. از طرفي در واكنش پليمريزاسيون تمام مونومر مصرف نمي‌شود و بسته به شرايط مختلف و استوكيومتري واكنش مقداري از واكنش دهنده‌ها باقي مي‌مانند. به طور متوسط 2 تا 6 درصد از مونومر MMA بعد از كامل شدن فرايند تشكيل سيمان، داخل سيمان باقي مي‌ماند و اين مقدار به مرور زمان نشت مي‌كند و وارد بافت اطراف مي‌شود. اين انتشار مونومر سمي باعث مرگ( نکروز) سلول‌ها مي‌شود.

## جستار های وابسته
- بیومتریال
- بیومکانیک
- سیمان استخوانی
- ارتوپدی
- زیست فناوری